# Hrblje
Hrblje (nemško Kreublach) je naselje v Občini Čajna v Okraju Beljak-dežela na Koroškem v Avstriji.